# Hezjone (córka Laomedona)
Hezjone (także Hesjone; gr. Ἡσιόνη Hēsiónē, łac. Hesione) – w mitologii greckiej królewna trojańska.
Uchodziła za córkę Laomedona i Leukippe. Z Telamonem, który był jej mężem, miała syna Teukrosa.